# Boucekiola
Boucekiola is een geslacht van vliesvleugeligen uit de familie van de Eulophidae. De wetenschappelijke naam van dit geslacht werd voor het eerst geldig gepubliceerd in 2005 door T. C. Narendran.

## Soorten
Het geslacht Boucekiola is monotypisch en omvat slechts de volgende soort:
- Boucekiola malabarica Narendran, 2005